# Sopubia myomboensis
Sopubia myomboensis är en snyltrotsväxtart som beskrevs av Duvign. och van Bockstal. Sopubia myomboensis ingår i släktet Sopubia och familjen snyltrotsväxter. Inga underarter finns listade i Catalogue of Life.